# Tân Jerusalem

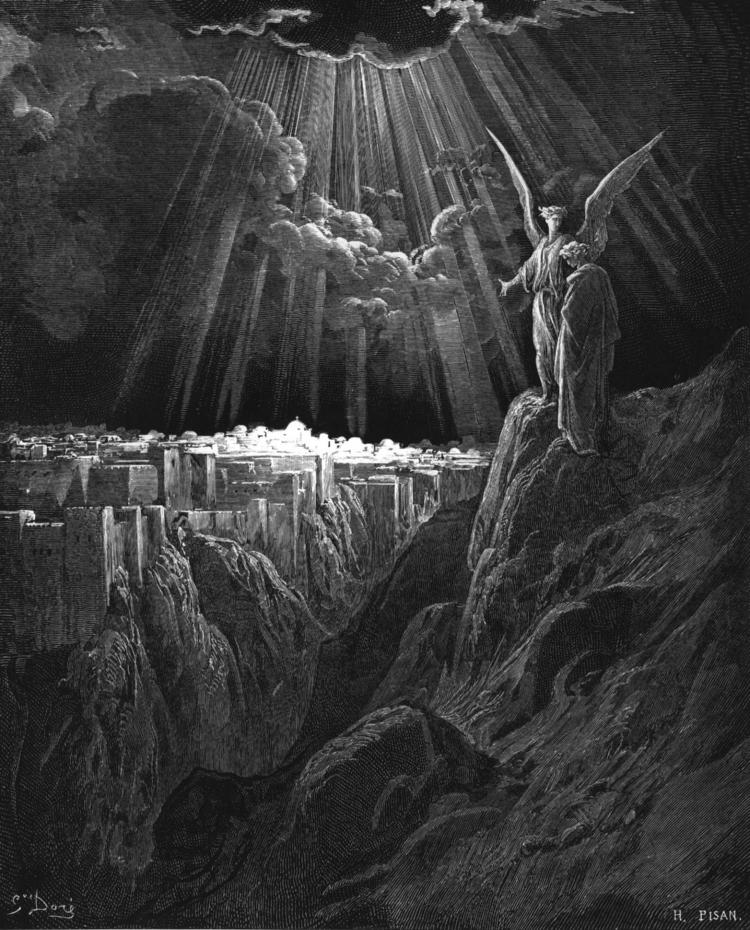
Tranh vẽ về Tân Giê-ru-xa-lem mới

Tân Jerusalem (New Jerusalem) hay Jerusalem mới (tiếng Do Thái: יהוה שָׁמָּה/YHWH šāmmā) là lời tiên tri bằng tiếng Do Thái của nhà tiên tri Ezekiel về một thành phố có tâm điểm là Đền thánh được khởi công xây dựng lại để tái lập tại Jerusalem là nơi sẽ là thủ phủ của dòng dõi David (Vương quốc Messia) và là nơi gặp gỡ của mười hai chi tộc Israel trong thời đại Messia. Lời tiên tri được Ezekiel ghi lại đã được xác nhận vào Yom Kippur năm 3372 của lịch Do Thái. Trong sách Khải Huyền thuộc bộ Tân Ước thì thành phố huyền thoại này cũng được gọi là Giê-ru-sa-lem trên trời, cũng như được gọi là Zion (Xi-ôn) trong các sách khác của Thánh thư Cơ Đốc giáo. Giáo hội Chính thống giáo Đông phương dạy rằng Tân Jerusalem là Thành phố của Chúa sẽ từ trên trời giáng xuống theo cách được mô tả trong sách Khải huyền. Giáo hội Chính thống giáo Đông phương chính là biểu tượng của Jerusalem trên trời. Tu viện Tân Jerusalem ở Nga lấy tên theo thành phố Jerusalem trên thiên đường. Năm 1853, khi nghĩa quân Thái Bình Thiên Quốc đã chiếm được Nam Kinh trong cuộc cuộc khởi nghĩa Thái Bình Thiên Quốc chống lại nhà Thanh ở Trung Quốc và đã đổi tên thành phố thành "Tân Jerusalem" hay còn gọi là Thiên Kinh.

## Tổng quan

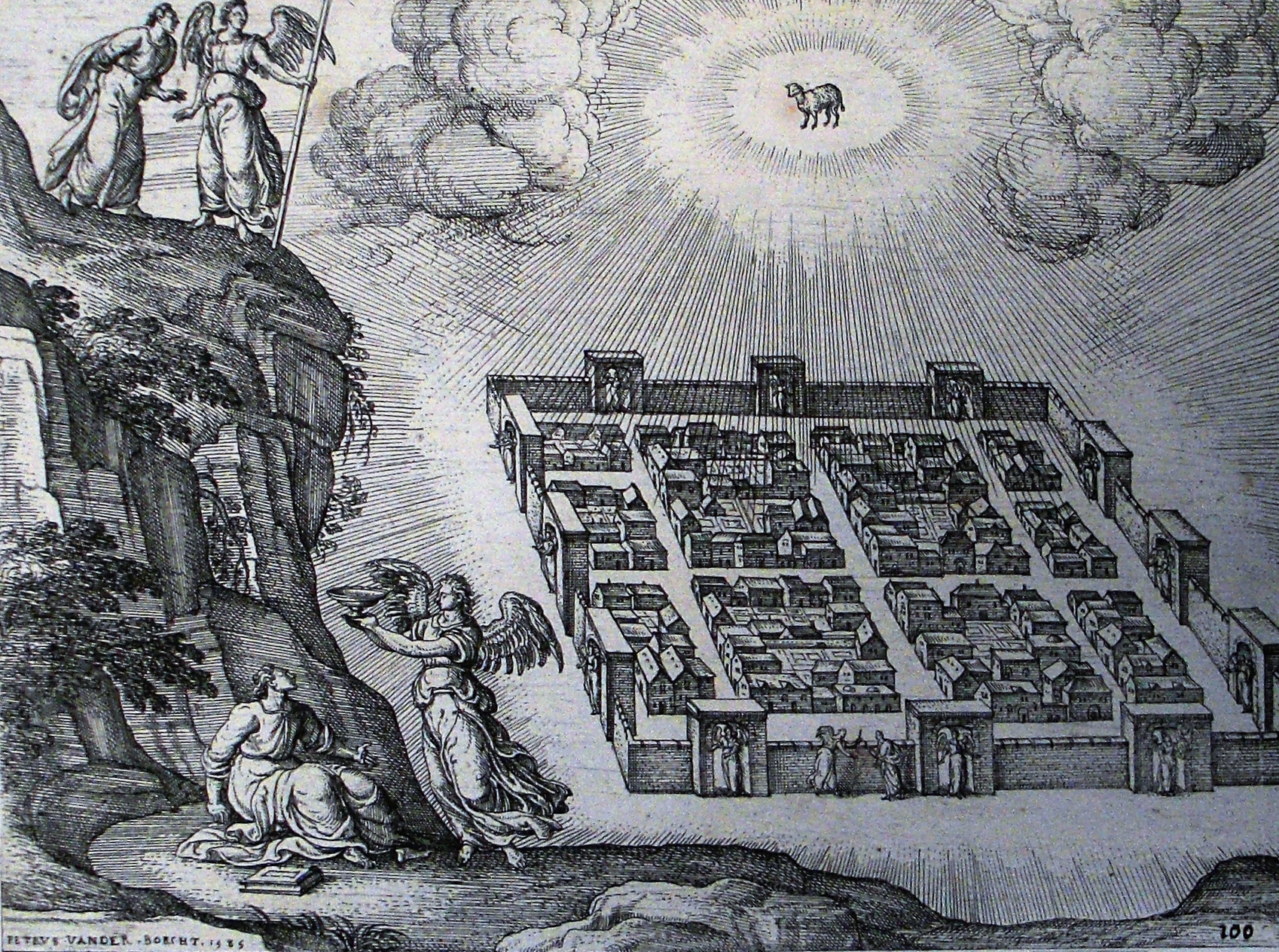
Thiên đường mới và trái đất mới

Trong thuyết thần bí Do Thái, có hai khu Vườn Địa Đàng và hai miền đất hứa, một là vùng đất vô hình trên trời và một là vùng đất hữu hình trên mặt đất là bản sao của vùng đất vô hình trên trời. Thiên đường trong thuyết thần bí Do Thái bao gồm một Miền đất hứa trên thiên đường, bao gồm Jerusalem, đền thờ và Hòm giao ước và một Vườn Địa Đàng trên thiên đàng, bao gồm một cái cây sự sống, một kho chứa manna mà các thiên thần ăn hàng ngày, và nhiều con sông tưới mát cho khu vườn. Khi Kinh thánh đề cập đến Tân Giê-ru-sa-lem mới tức là đền thờ trên trời, bánh sự sống hoặc ngai vàng của Chúa thì đó là Kinh thánh đang ám chỉ đến sự hiểu biết huyền bí của người Do Thái về thiên đàng. Dựa trên Sách Khải Huyền, tiền thiên niên kỷ cho rằng, sau thời kỳ cuối cùng (thời kỳ sau rốt) và sự sáng tạo lần thứ hai của trời và đất, Tân Giê-ru-sa-lem mới sẽ là địa điểm trên mặt đất mà tất cả những người thật sự tin theo sẽ dành cõi vĩnh hằng với Chúa. Tuy nhiên, Tân Giê-ru-sa-lem mới không chỉ giới hạn ở thuyết cáo chung. Nhiều Cơ Đốc nhân coi Tân Giê-ru-sa-lem là một thực tại hiện tại, rằng Tân Giê-ru-sa-lem là sự hoàn thành của thân thể Đấng Christ, Giáo hội Cơ Đốc và rằng các Cơ Đốc nhân đã tham gia vào tư cách thành viên của cả Giê-ru-sa-lem trên trời và Giáo hội trên đất theo một loại quyền công dân kép.

## Tham khảo

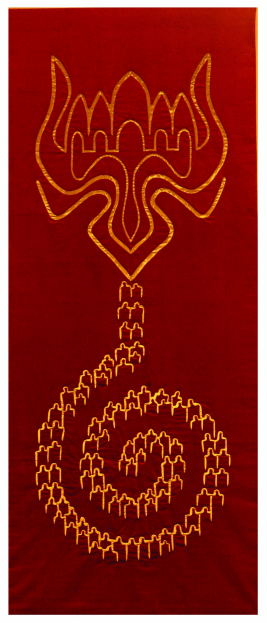
Biểu tượng Neues Jerusalem